# Levotiroxină
Levotiroxina, cunoscută și sub numele de L-tiroxină, este un forma sintetică a hormonului tiroidian tiroxină (T4). Aceasta este utilizată pentru a trata deficitul de hormoni tiroidieni, inclusiv forma severă cunoscută sub numele de comă mixedematoasă. Aceasta poate fi, de asemenea, utilizată pentru a trata și preveni anumite tipuri de tumori tiroidiene. Nu este indicată pentru pierderea în greutate. Levotiroxina este administrată oral sau prin injecție intravenoasă. Efectul maxim al unei anumite doze poate apărea până la șase săptămâni după administrare.
Printre efectele secundare după doze excesive se numără pierderea în greutate, probleme la tolerarea căldurii, transpirații, anxietate, insomnii, tremor și ritm cardiac crescut. Utilizarea nu este recomandată la persoanele care au suferit recent un atac de cord. Poate fi utilizată în timpul sarcinii. Se recomandă ca dozarea să se bazeze pe măsurători regulate ale hormonului de stimulare a tiroidei (TSH) și T4. O mare parte a efectului levotiroxinei este datorat conversiei în triiodotironină (T3).
Levotiroxina a fost preparată pentru prima dată în 1927 și este inclusă pe Lista medicamentelor esențiale ale Organizației Mondiale a Sănătății, cele mai sigure și cele mai eficiente medicamente necesare într-un sistem de sănătate. Levotiroxina este disponibilă și ca medicament generic. Costul en gros în lumea în curs de dezvoltare variază între 0,58 și 12,28 dolari americani pe lună. În Statele Unite, un tratament lunar tipic costă sub 25 de dolari. Levotiroxina a fost al treilea cel mai frecvent prescris medicament în Statele Unite în 2017, cu peste 101 milioane de rețete.

## Uz medical
Levotiroxina este de obicei folosită pentru a trata hipotiroidismul și este tratamentul preferat pentru persoanele cu hipotiroidism, care necesită de multe ori terapie hormonală tiroidiană pe tot parcursul vieții.
Aceasta poate fi, de asemenea, utilizată pentru a trata gușa prin capacitatea sa de a scădea nivelul de hormon de stimulare tiroidiană (TSH), un hormon despre care se crede că induce apariția gușei. Levotiroxina este utilizată și ca terapie intervențională la persoanele cu gușă nodulară tiroidiană sau cancer tiroidian pentru a suprima secreția de TSH. O parte dintre persoanele cu hipotiroidism tratate cu o doză de levotiroxină vor continua să aibă simptomele în ciuda valorilor normale de TSH. Pentru acești oameni este recomandată evaluarea suplimentară clinică și de laborator, deoarece aceștia pot avea o altă cauză pentru simptome. În plus, este important să se revizuiască medicamentele administrate și eventualele suplimente alimentare, deoarece mai multe medicamente pot afecta nivelul hormonilor tiroidieni.
Levotiroxina este utilizată și pentru a trata hipotiroidismul subclinic, care este definit ca un nivel ridicat de TSH și nivel normal de T4 liber, fără simptome. Astfel de oameni pot fi asimptomatici, iar dacă aceștia ar trebui să fie tratați este controversat. Un beneficiu al tratării acestei populații cu levotiroxină este prevenirea dezvoltării hipotiroidismului. Ca atare, se recomandă ca tratamentul să fie luat în considerare pentru pacienții cu nivel inițial de TSH de peste 10 mlU/L, oamenii cu valori crescute ale titrurilor de anticorpi împotriva peroxidazei tiroidiene, oamenii cu simptome de hipotiroidism și valori ale TSH de 5-10 mIU/L și femeile care sunt însărcinate sau care doresc să devină însărcinate. Administrarea orală de doze pentru pacienții cu hipotiroidism subclinic este de 1 µg/kg/zi.
De asemenea, este utilizată pentru a trata coma mixedematoasă, o formă severă de hipotiroidie caracterizată prin modificări ale statusului mental și hipotermie. Deoarece este o urgență medicală cu mortalitate ridicată, trebuie să fie tratată în unitatea de terapie intensivă prin substituția cu hormoni tiroidieni și managementul agresiv al complicațiilor la nivel de organe individuale.

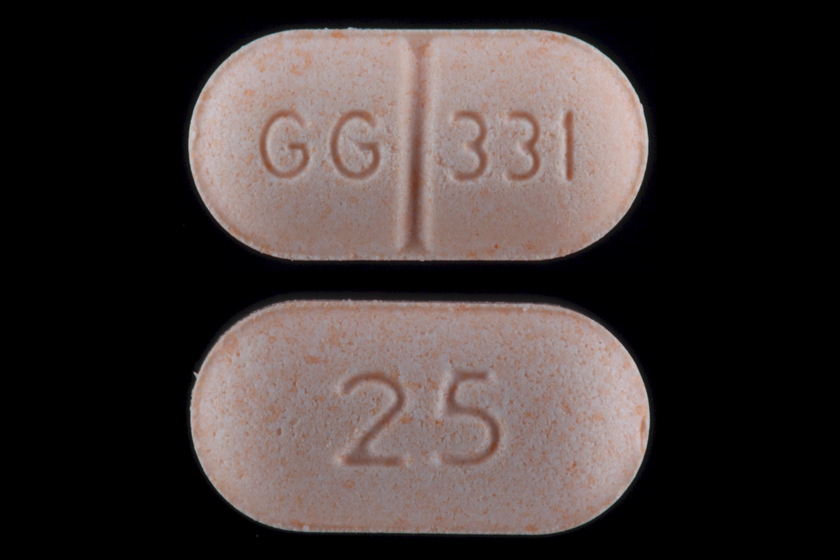
Comprimate orale generic de levotiroxină, 25 µg

Dozele variază în funcție de grupele de vârstă și de starea individuală a persoanei, greutatea corporală și conformarea la cerințele medicației și dietei. Alți predictori ai dozei necesare sunt sexul, IMC, activitatea deiodinazei (SPINA-GD) și etiologia hipotiroidismului. Sunt necesare evaluări clinice și monitorizări ale TSH anual sau semestrial după administrarea dozei. Levotiroxina este luată pe stomacul gol aproximativ o jumătate de oră până la o oră înainte de mese. Ca atare, terapia tiroidiană de substituție este de obicei luată cu 30 de minute înainte de a mânca dimineața. Pentru pacienții care au probleme cu luarea de levotiroxină dimineața, este eficientă și administrarea înainte de culcare. Un studiu din 2015 a arătat o eficacitate mai mare a levotiroxinei atunci când este luată la culcare. Dozele de levotiroxină care normalizează TSH seric nu pot normaliza nivelurile anormale de colesterol LDL și colesterol total.
Administrarea neconformă a medicamentului este cea mai frecventă cauză a concentrațiilor plasmatice crescute de TSH la oameni care primesc levotiroxină.

### Bătrâni
Pentru persoanele în vârstă (peste 50 ani) și persoanele suferinde sau suspecte de boală cardiacă ischemică tratamentul cu levotiroxină nu trebuie inițiat cu înlocuirea completă a dozei. Hormonii tiroidieni cresc nevoia de oxigen a inimii prin creșterea frecvenței cardiace și a contractilității. Astfel, doze inițiale mari pot provoca sindrom coronarian acut sau ritm cardiac anormal.

### Sarcina și alăptarea
Food and Drug Administration (FDA) a clasificat levotiroxina în Categoria A în ceea ce privește sarcinile. Având în vedere că nu există un risc crescut de anomalii congenitale demonstrate la femeile gravide care iau levotiroxină, tratamentul trebuie continuat în timpul sarcinii. În plus, tratamentul trebuie să fie imediat administrat femeilor diagnosticate cu hipotiroidism în timpul sarcinii, deoarece hipotiroidismul este asociat cu o rată mai mare de complicații, precum avortul spontan, preeclampsia și nașterea prematură.
Necesarul de hormoni tiroidieni crește în timpul și durează pe tot parcursul sarcinii. Ca atare, este recomandat ca femeile gravide să ia nouă doze de levotiroxină în fiecare săptămână, în loc de cele șapte uzuale, de îndată ce sarcina este confirmată. Repetarea testelor funcției tiroidiene ar trebui să fie făcută la cinci săptămâni după ce doza este crescută.
Deși o cantitate minimă de hormoni tiroidieni se regăsește în laptele matern, aceasta nu influențează nivelul din plasma copilului. În plus, levotiroxina nu a cauzat nici un efect advers la copil sau mamă în timpul alăptării. Deoarece sunt necesare concentrații adecvate de hormoni tiroidieni pentru a menține lactația normală, este recomandată dozarea corespunzătoare de levotiroxină în timpul alăptării.

### Copii
Levotiroxina este sigură și eficientă pentru copiii cu hipotiroidism. Scopul tratamentului la copiii cu hipotiroidism este de a atinge și de a păstra dezvoltarea intelectuală și fizică normală.

## Contraindicații
Levotiroxina este contraindicată la persoanele cu hipersensibilitate la levotiroxină de sodiu sau la oricare component al preparatului, la persoanele cu infarct miocardic acut și la persoanele cu tireotoxicoză de orice etiologie. Levotiroxina este, de asemenea, contraindicată la persoanele cu insuficiență suprarenalănecorectată, deoarece hormonii tiroidieni pot provoca o criză suprarenală acută prin creșterea clearance-ului metabolic al glucocorticoizilor. Pentru tablete orale, incapacitatea de a înghiți capsule devine o măsură suplimentară de contraindicație.

## Efecte secundare
Efectele adverse sunt, în general, cauzate de dozarea incorectă. Suprimarea pe termen lung a valorilor TSH sub valorile normale provoacă frecvent efecte secundare cardiace și contribuie la scăderea densității minerale osoase (se cunoaște că o valoare scăzută a TSH contribuie la osteoporoză).
O doză prea mare de levotiroxină cauzează hipertiroidism. Supradozajul poate duce în palpitații cardiace, dureri abdominale, greață, anxietate, confuzie, agitație, insomnie, pierdere în greutate și creștere a poftei de mâncare. Reacțiile alergice la medicament sunt caracterizate prin simptome precum dificultăți de respirație sau umflarea feței și a limbii. Supradozajul acut poate provoca febră, hipoglicemie, insuficiență cardiacă, comă și insuficiență suprarenală nerecunoscută.
Supradozajul acut masiv poate fi pune viața în pericol. Tratamentul trebuie să fie simptomatic și de susținere. Supradozajul masiv poate fi asociat cu creșterea activității simpatice și, astfel, necesită tratament cu beta-blocante.
Efectele de supradozare apar de la 6 ore la 11 zile după ingestie.

## Interacțiuni
Există multe alimente și alte substanțe care pot interfera cu absorbția tiroxinei. Substanțele care reduc absorbția sunt antiacidele care conțin aluminiu și magneziu, simeticona, sucralfatul, colestiramina, colestipolul și polistirenul sulfonat. Sucul de grapefruit poate întârzia absorbția de levotiroxină, dar un studiu pe 10 persoane sănătoase în vârstă de 20-30 de ani (8 bărbați, 2 femei) a arătat că este posibil să nu aibă un efect semnificativ asupra biodisponibilității la adulții tineri. Un studiu pe opt femei a sugerat că și cafeaua poate interfera cu absorbția intestinală de levotiroxină, deși mai puțin decât consumul de tărâțe. Anumite alte substanțe pot provoca efecte adverse care pot fi grave. Combinația de levotiroxină cu ketamină poate cauza hipertensiune arterială și tahicardie, iar antidepresivele triciclice și tetraciclice îi cresc toxicitatea. Pe de altă parte, litiul poate provoca hipertiroidism (dar de cele mai multe ori hipotiroidism) prin afectarea metabolismului tiroidian al iodului în sine și, astfel, inhibă și levotiroxina sintetică. Soia, făina de semințe de bumbac, nucile, fibrele, suplimentele de calciu și suplimentele de fier pot, de asemenea, afecta în mod negativ absorbția. Un studiu a constatat că laptele de vacă reduce absorbția levotiroxinei.
Pentru a minimiza interacțiunile, un producător de levotiroxină recomandă administrarea cu 30 de minute până la o oră înainte de a mânca sau bea ceva în afară de apă. Se mai recomandă să se ia dimineața pe stomacul gol.

## Mecanism de acțiune
Levotiroxina este forma sintetică a tiroxinei (T4), un hormon endogen secretat de glanda tiroidă, care este transformată în metabolitul său activ, L-triiodotironina (T3). T4 și T3 se leagă de receptorii tiroidieni din nucleul celulei și provoacă efecte metabolice prin controlul de transcripției ADN și sintezei proteice. Precum omologul său natural excretat, levotiroxina este un compus chiral compus în forma L.

## Farmacocinetică
Absorbția de levotiroxină administrată pe cale orală în tractul gastro-intestinal variază de la 40 la 80%, cu majoritatea de medicament absorbită din jejun în partea superioară a ileonului. Absorbția de levotiroxină este crescută prin post și scăzută în anumite sindroame de malabsorbție, de anumite alimente și cu înaintarea în vârstă. Biodisponibilitatea medicamentului este scăzută de fibre alimentare.
Peste 99% din hormonii tiroidieni din circulație sunt legați de proteinele plasmatice, printre care globulina de legare a tiroxinei, transtiretina (anterior numită prealbumina de legare a tiroxinei) și albumina. Numai hormonul liber este metabolic activ.
Principala cale de metabolizare a hormonușui tiroidian este prin deiodinizare secvențială. Ficatul este principalul loc al deiodinizării T4 și, alături de rinichi, este responsabil pentru aproximativ 80% din T3 aflat în circulație. Pe lângă deiodinizare, hormonii tiroidieni sunt excretați prin rinichi și metabolizați prin conjugare și glucuronidare și excretați direct în bilă și intestin, unde sunt supuși recirculării enterohepatice.
Perioada de înjumătățire este de 6-7 zile pentru persoane cu analize de laborator normale, de 9-10 zile pentru persoanele cu hipotiroidism și de 3-4 zile pentru persoanele cu hipertiroidism. Hormonii tiroidieni sunt eliminați în principal prin rinichi (aproximativ 80%), dar excreția urinară scade cu vârsta. Restul de 20% de T4 este eliminat în scaun.

## Istoric
Tiroxina fost prima dată izolată în formă pură în 1914, la Mayo Clinic de Edward Calvin Kendall din extracte de glande tiroide de porc. Hormonul a fost sintetizat în anul 1927 de către chimiștii britanici Charles Robert Harington și George Barger.

## Societate și cultură

### Economie
În 2011, levotiroxina a fost al doilea cel mai prescris medicament în SUA, cu peste 23,8 milioane de rețete.
În 2016, a devenit cel mai frecvent prescris medicament în SUA, cu peste 114 milioane de rețete.

### Forme disponibile
Levotiroxina pentru administrarea sistemică este disponibilă ca tabletă orală, injecție intramusculară și ca soluție pentru injecție intravenoasă. În plus, levotiroxina este disponibilă atât sub nume de marcă, cât și ca produs generic. Când FDA a aprobat utilizarea levotiroxinei generice în locul celor cu nume de marcă în 2004, decizia a fost întâmpinată cu dezacord din partea mai multor asociații medicale. Asociația Americană de Endocrinologie Clinică (AACE), Endocrine Society și American Thyroid Association nu au fost de acord cu FDA cu privire la bioechivalența levotiroxinei formulată ca nume de marcă și formulată ca generice. Ca atare, s-a recomandat ca oamenii să înceapă și să continue aceeași formulare de levotiroxină și nu alterneze între ele. Pentru persoanele care trebuie să schimbe produsul, este recomandat ca nivelurile lor de TSH și T4 liber să fie testate după șase săptămâni pentru a verifica faptul că acestea sunt în limite normale.
Printre numele de marcă se numără Eltroxin, Euthyrox, Eutirox, Letrox, Levaxin, Lévothyrox, Levoxyl, L-thyroxine, Thyrax și Thyrax Duotab în Europa; Thyrox, Thyronorm în Asia de Sud; Unithroid, Eutirox, Synthroid și Tirosint în America de Nord și Sud și Thyrin și Thyrolar în Bangladesh. 